# Lucia Hippolito
Lucia Hippolito, all'anagrafe Maria Lucia Pereira Hippolito (Bauru, 29 giugno 1950 – Rio de Janeiro, 21 giugno 2023), è stata una giornalista, personaggio televisivo e politologa brasiliana.

## Biografia
Giornalista e saggista, Lucia Hippolito lavorò in radio, in televisione e nella carta stampata.
In tv fu opinionista di popolari programmi come Programa do Jô e Sem Censura. Con lo stesso ruolo fu ingaggiata nella trasmissione radiofonica Debates Populares.
Pubblicò vari libri incentrati sulla politica del suo Paese, tra cui PSD de Raposas e Reformistas, che ricevette un premio da parte dell'Associação Nacional de Pesquisa e Pós-Graduação em Ciências Sociais (ANPOCS).
Nel corso della sua carriera ottenne numerosi riconoscimenti: vinse due volte (2007 e 2009) il Premio Comunique-se nella categoria di giornalismo politico; nel 2008 fu eletta donna brasiliana dell'anno (premio conferito dal Conselho Nacional de Mulheres do Brasil); e per cinque volte le fu assegnato il Troféu Imprensa. Lucia Hippolito fu anche insignita della prestigiosa Medalha Tiradentes nel 2011.
Nel 2013, mentre si trovava in vacanza a Parigi, avvertì i primi sintomi della sindrome di Guillain-Barré, che la rese totalmente invalida in poco tempo costringendola pertanto ad abbandonare ogni attività. Alla patologia cronica si aggiunse poi un tumore uterino, che la condusse infine alla morte il 21 giugno 2023. Avrebbe compiuto 73 anni pochi giorni dopo.

## Vita privata
Era sposata col professor Edgar Flexa Ribeiro, direttore del Colégio Andrews e presidente dell'Academia Brasileira de Educação.